# Centropus toulou

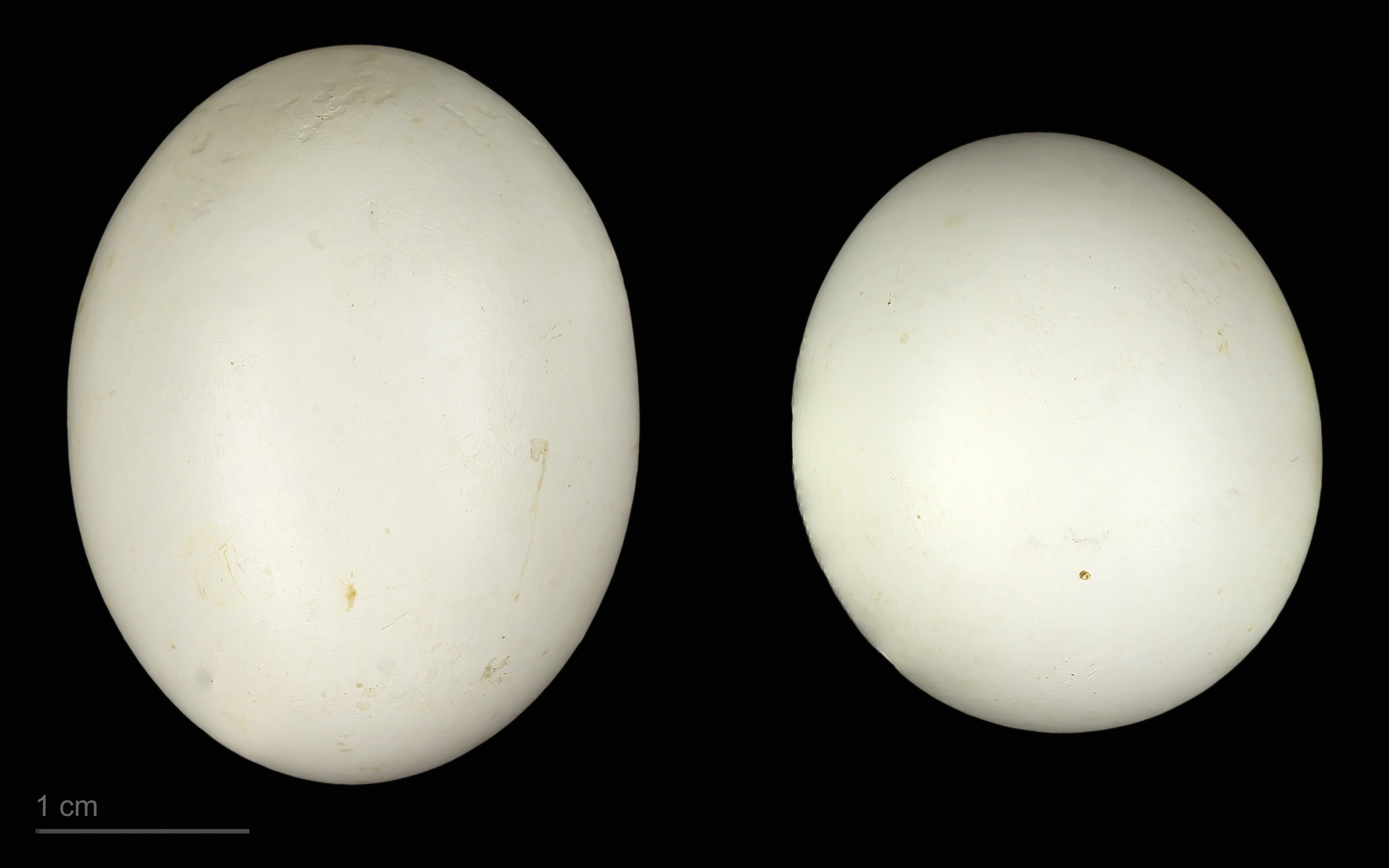
Centropus toulou - MHNT

El cucal malgache (Centropus toulou) es una especie de ave cuculiforme de la familia Cuculidae endémica de Madagascar e islas circundantes.

## Distribución
Se encuentra en las islas Comoras, Madagascar, Mayotte y Seychelles.

## Subespecies
Se reconocen las siguientes subespecies:
- Centropus toulou toulou
- Centropus toulou insularis
- Centropus toulou assumptionis †